# Gévezé
Gévezé (en bretó Gevrezeg, en gal·ló Jaebevae) és un municipi francès, situat a la regió de Bretanya, al departament d'Ille i Vilaine. L'any 2006 tenia 3.460 habitants.

## Demografia
| 1962                                       | 1968  | 1975  | 1982  | 1990  | 1999  |
| ------------------------------------------ | ----- | ----- | ----- | ----- | ----- |
| 1.311                                      | 1.327 | 1.650 | 1.983 | 2.434 | 2.759 |
| Des de 1962: població sense dobles comptes |       |       |       |       |       |

## Administració
| Període   | Identitat           | Partit        |
| --------- | ------------------- | ------------- |
| 2001-2008 | Paul Cordonnier     |               |
| 2008-     | Jean-Claude Rouault | Divers droite |